# Новый Иерусалим (группа)
Новый Иерусалим (Novi Ierusalim) — христианская музыкальная группа. Образована в 1992 году в Беларуси. Изначально работала как группа прославления.
Коллектив записал 8 номерных альбомов начиная с 1993 года, среди которых 4 альбома мессианской музыки и 3 рок-альбома, а также снял 8 видеоклипов. Группа была лауреатом нескольких наград белорусского телевидения, а её песни дважды становились лучшими песнями года в стране. Музыканты группы проводят концертные туры по Европе и США.

## История

### Предыстория, образование группы и начало деятельности
По словам самих артистов, Игорь Копылов и Вадим Калацей — будущие гитарист и клавишник группы соответственно — познакомились в 1985 году, будучи в то время студентами Белорусского технологического института. Один год они вместе участвовали в студенческой музыкальной группе при лесоинженерном факультете института. В 1989 году, после службы в ВС СССР, Игорь и Вадим основали группу с названием «Кондор», которая просуществовала один год.
В 1990 году появилась группа с названием «Кэтти Сарк», основателями которой стали Игорь Копылов и Вадим Калацей. Вскоре в составе группы произошли перемены, во время которых к «Кэтти Сарк» присоединился барабанщик Александр Манецкий. Однако к концу 1991 года, в то время как к группе присоединились вокалист Александр Патлис и барабанщик Эльшад Бабаханов (перкуссия), коллектив в результате «творческого и духовного кризиса» распался. После этого Игорь Копылов, Вадим Калацей, Александр Манецкий и Александр Патлис организовали собственную музыкальную группу, у которой в течение некоторого времени не было названия.
В конце 1991 — начале 1992 года музыканты группы познакомились с основателем и пастором белорусской Церкви Иисуса Христа Вениамином Брухом и со студентами минских вузов Владимиром Соколом и Сандеем Аделаджей, которые посодействовали созданию новой группы и благодаря которым артисты обратились к христианству, определившись с направлением своего творчества. По словам Александра Патлиса, 12 января 1992 года все участники коллектива, будучи на одном богослужении, решили вместе посвятить свою жизнь Богу.
Название группы «Новый Иерусалим» было предложено Константином Танхилевичем, которого музыканты называют своим администратором в то время и который, по словам Вениамина Бруха, также оказал немалое влияние на покаяние артистов. «Новый Иерусалим» — название небесного города, описанного в Откровении Иоанна Богослова, в котором, согласно Откровению, в конце истории будут жить верующие люди.
Днём рождения «Нового Иерусалима» артисты группы считают 17 мая 1992 года, когда в Доме культуры Минского тонкосуконного комбината прошёл первый концерт коллектива. Песни, исполненные на данном концерте, так и не были записаны. Через несколько месяцев в состав группы вошёл бас-гитарист Игорь Сорокин, которому понравилась тематика песен коллектива. Также в 1992 году группа принимала участие в евангелизационной компании по открытию 15 церквей в Москве: в течение года артисты ездили в Москву каждую неделю на выходных, работая как группа прославления.

### Концертные туры и первые альбомы, рост популярности
В октябре 1993 года группа «Новый Иерусалим» совершила концертный тур по США с евангелистом Карлом Ричардсоном. За месяц группа сыграла в США 26 концертов. Во время тура при поддержке Ричардсона артисты записали свой первый музыкальный альбом — «Бог Святой». Запись пластинки велась в Moving Waters Studio — студии, расположенной в Брейдентоне, штат Флорида. На запись песен для альбома музыкантам хватило семи дней. Карл Ричардсон выступил в качестве продюсера диска.
Вернувшись в Беларусь, группа «Новый Иерусалим» приняла участие в музыкальном проекте Белорусского телевидения «Рок Айленд», и с песней «Бог Святой» получила гран-при проекта. После этого успеха коллектив начал получать приглашения в различные города России и СНГ.
В 1994 году группа была приглашена на фестиваль еврейской музыки в Минске, организованный Джонатаном Бернисом и являющийся одним из крупнейших фестивалей еврейской культуры, проходивших в Беларуси. Исполнение данной музыки, по мнению самих музыкантов, серьёзно повлияло на их творчество того периода. По этой причине через пять месяцев вышел второй альбом группы — альбом мессианской музыки «Возвращайся домой». Он был записан в США, в студии исполнителя и продюсера Билла Гейтера и микширован в студии Стива Миликана, который стал продюсером альбома. С этого времени группа активно выступает не только в Беларуси, но и в других странах Европы, а также в США.
Хотя музыкантам нравилось играть на концертах еврейскую музыку, у них появлялось всё большее желание направить тематику своих песен к молодёжи. В 1996 году музыканты во время гастролей по Америке посетили концерт группы DC Talk, который произвёл на «Новый Иерусалим» значительное впечатление. Вернувшись в Беларусь, артисты начали подготовку материала для третьего альбома, очень серьёзно подойдя к написанию музыки и текстов и решив писать для этого альбома только о том, что сами пережили. Весной 1997 года группа закончила эту подготовку и отправилась в очередной, четвёртый концертный тур по Америке. Во время гастролей был сделан перерыв, в течение которого в студии Билла Гейтера при поддержке Стива Миликана группа записала третий альбом «Ну что ты думаешь об этом?». В то же время музыканты сняли свой первый профессиональный музыкальный видеоклип — на песню «Я знаю любовь». Данный клип на протяжении нескольких недель занимал первые места в хит-парадах белорусского телевидения. Началась активная ротация песен группы на радио и телевидении. Хитами стали песни «Я знаю любовь», «Божий дизайн», «День как день», «Ну что ты думаешь об этом?», которые впоследствии занимали верхние строчки всех хит-парадов Беларуси. Через пять месяцев, на белорусской «Рок-коронации-1997», песня «Я знаю любовь» получила награду «Песня года». В это же время в Минске было записано первое профессиональное концертное видео коллектива с песнями из альбома «Ну что ты думаешь об этом», была издана видеокассета и компакт-диск под названием «Novi Ierusalim Live In Concert». Продолжались активные выступления и за рубежом — за 1997 год группа «Новый Иерусалим» сыграла более 100 концертов в различных странах Европы и в США. В 1998 году, во время очередного концертного тура группы по США, в городе Атланта штата Джорджия был снят второй клип — на песню «День как день».
В 1999 году в собственной минской студии группа записала альбом еврейской музыки «Новый Иерусалим» — четвёртый альбом коллектива. Вместе с тем музыканты продолжали концертную деятельность в СНГ и США, исполняя на концертах песни с третьего и четвёртого альбомов. В 2000 году появились четыре песни для нового альбома: «Глаза цвета неба», «Великий Бог», «Неба осколки» и «По воде пойдём». Группа выпустила аудиокассету с этими песнями под названием «версия 01». Также в 2000 году у группы появился официальный сайт. В 2001 году на фестивале «Мосты любви» в Санкт-Петербурге группа «Новый Иерусалим» с песней «Глаза цвета неба» завоевала гран-при. В этом же году специально для очередного американского концертного тура группа выпускает сборник на английском языке «The Best», в который входят лучшие песни из предыдущих альбомов.
28 марта 2002 года в минском Дворце Республики прошёл концерт коллектива, где впервые был представлен очередной альбом группы — «Неба осколки». В этом же году в Минске был снят видеоклип для двух версий заглавной песни альбома — русской («Неба осколки») и английской («The Fragments of Heaven»). В январе 2003 года песня «Глаза цвета неба» побеждает в телевизионном конкурсе «Хит-Момент». В 2003 году выходит англоязычная версия альбома «Неба осколки» — «The Fragments of Heaven». В этом же году был снят видеоклип на песню «Любовь в ладонях». В 2004 году данный клип занимал первые места белорусского национального хит-парада «На перекрёстках Европы» в течение 33 недель, и трек получил статус «Лучшая песня года». Альбом «Неба осколки» в 2004 году был переиздан лейблом «West Records», что повысило его популярность: песни из альбома начали активно ротироваться по радио. Также в 2004 году музыканты группы совместно с композитором Николаем Хаскиным записывают десять песен и выпускают очередной альбом еврейской музыки «Время благоприятное». Осенью этого года минским диджеем была сделана танцевальная версия трека «Любовь в ладонях» и видео к ней, которое затем транслировалось на всех основных телеканалах Беларуси. В октябре 2004 года появилась песня «Другая жизнь», исполненная группой «Новый Иерусалим» совместно с певицей Искуи Абалян. В этом же месяце коллектив впервые дал концерты в Израиле. В декабре 2004 года состоялась премьера нового видеоклипа группы на песню «Та любовь». В это же время «Новый Иерусалим» принял участие в белорусском национальном отборе на конкурс песни Евровидение 2005 с песней «Мелодия любви», но не попал в тройку финалистов и не принял участие в конкурсе.
В 2005 году музыканты выпустили макси-сингл «Я подарю тебе». В него вошли песни «Мелодия любви» и «Я подарю тебе», а также ремиксы на некоторые композиции из альбомов коллектива. Было заявлено о подготовке англоязычных версий песен с сингла. В этом же году был снят клип на песню «Другая жизнь» совместно с Искуи Абалян.

### Уход участников и деятельность группы в новых составах
В 2006 году солист Александр Патлис покинул группу, решив заняться сольной карьерой. Как объяснил это событие сам Патлис, «у меня те же цели, что и у группы, просто мы расходимся во взглядах, как к ним идти».
Новым солистом группы стал Игорь Копылов. Эльшад Бабаханов сообщил о записи нового альбома под рабочим названием «Красивые люди», выход которого планировался в ноябре 2006 года, и в котором Александр Патлис не участвует. В 2007 году на московской студии «GN» был записан альбом «Линии сердца», пластинку сопроводил международный концертный тур. В состав альбома была включена песня «Я подарю тебе», но, в отличие от сингла, партию вокала для неё исполнил Игорь Копылов. С сентября 2008 года группа «Новый Иерусалим» базировалась в Киеве. Из участников в Киев переехали Игорь Копылов и Вадим Калацей, другие музыканты остались жить в Минске.
В 2009 году группу покинул Игорь Копылов. В своём пресс-релизе он написал: «После продолжительной молитвы я понял, что Бог хочет изменить курс моего служения и развивать его в другом направлении. В связи с этим я заканчиваю свою деятельность в качестве вокалиста группы „Новый Иерусалим“. Несмотря на это, я полностью поддерживаю служение группы». По словам Александра Манецкого, Игорь Копылов получил предложение быть директором музыкального служения церкви Рика Реннера в Киеве. По другой информации, Игорь начал проводить музыкальные семинары. После ухода Копылова оставшиеся участники «Нового Иерусалима» приостановили деятельность группы. Музыкантами был объявлен открытый конкурс на новых вокалистов. Через несколько месяцев после Игоря Копылова группу покинул Вадим Калацей.
В октябре 2010 года Игорь Сорокин, Александр Манецкий и Эльшад Бабаханов заявили о возобновлении концертной деятельности группы, представленной в то время их трио. Новым лидером группы стал Эльшад Бабаханов. «Новый Иерусалим» планировал начать работу над новым альбомом после поездки в Америку 28 октября. 28 ноября 2011 года во время веб-конференции на христианском портале InVictory музыканты заявили, что готовят два новых альбома: один диск будет содержать еврейские песни, причём кроме новых песен в нём будут присутствовать композиции из прошлых альбомов группы; другая пластинка будет являться рок-альбомом.
В начале 2012 года появилась информация о том, что Александр Патлис в честь наступающего юбилея «Нового Иерусалима» предложил участникам группы собраться в первоначальном составе, чтобы сделать в Минске совместный концерт. Александр пригласил на концерт Вадима Калацея, который, по словам Патлиса, не возражает против такого участия; также Александр был намерен пригласить Игоря Копылова, который в то время жил в США. Концерт планировался на май — месяц, когда группе исполнилось 20 лет, — но организовать его не получилось, поскольку у группы «Новый Иерусалим» на тот месяц был запланирован концертный тур по Северной Америке. Александр Патлис надеялся осуществить проект осенью 2012 года, но по состоянию на январь 2015 года концерт всё ещё остаётся в планах.
В 2012 году вышел очередной мессианский альбом — «Хатиква». Музыканты продолжают гастролировать по странам Европы и по городам США.
В промежутке времени между маем 2016 года и мартом 2019 группу покинул Эльшад Бабаханов. В мае 2016 года солист Александр Патлис вернулся в группу.

## Состав

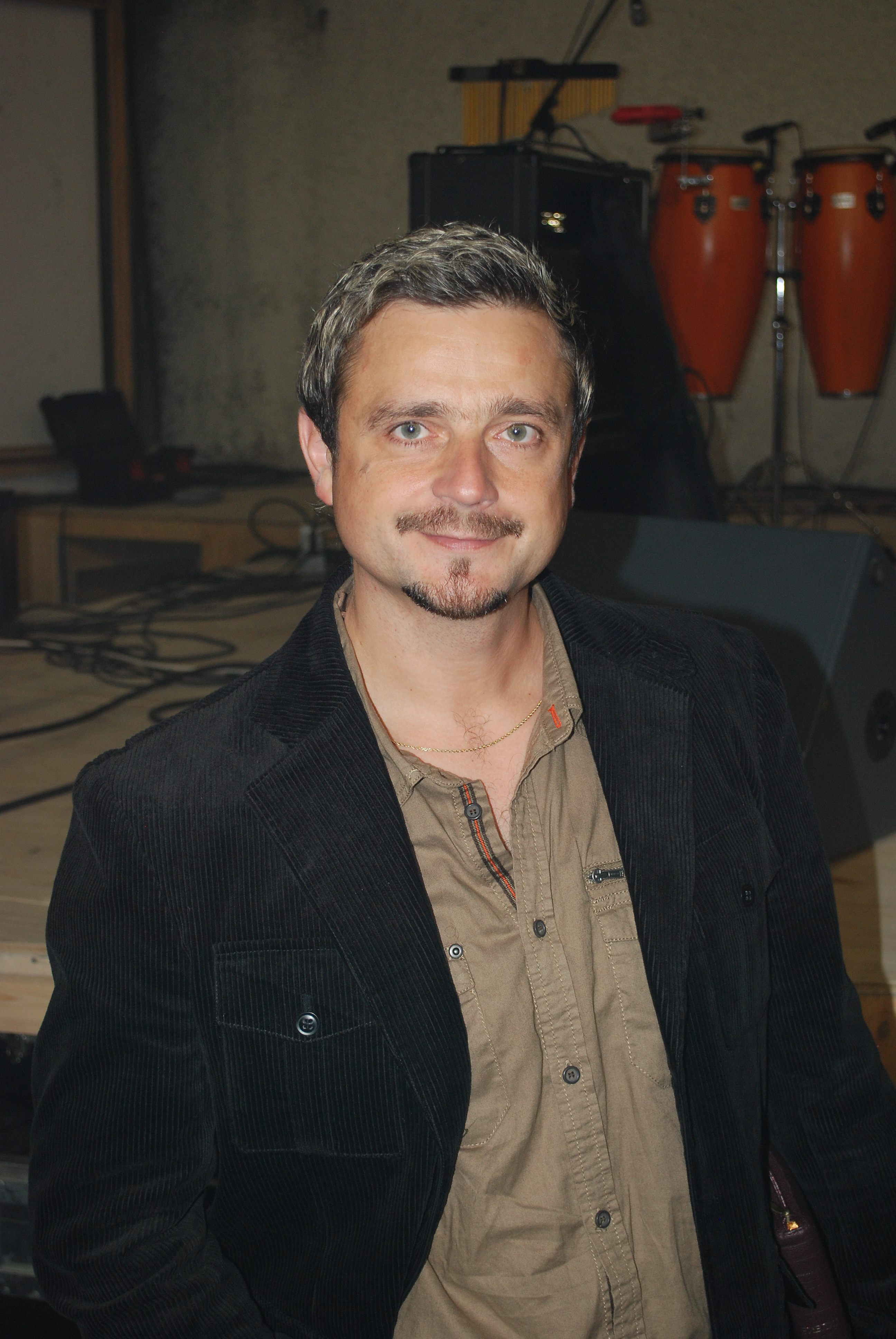
Александр Патлис

### Состав группы
- Игорь Сорокин — бас-гитара
- Александр Манецкий — ударные
- Александр Патлис — вокал (1992—2006, с 2016 года)

В титрах к интервью YouTube-каналу «Живая Студия», которое артисты дали в 2019 году, были указаны также следующие музыканты:
- Александр Наумов — гитара
- Сергей Черняк — клавиши

### Бывшие участники
- Игорь Копылов — гитара, вокал (1992—2009)
- Вадим Калацей — клавиши (1992—2009)
- Эльшад Бабаханов — вокал, перкуссия, гитара (с 1992 по 2010-е)

### Другие участники группы
- Павел Малышкин — звукорежиссёр[31] (в прошлом)
- Юрий Рускевич — звукорежиссёр
- Игорь Булатов (MediaMissione) — медиапродюсер, менеджер (с 2021 года)

## Дискография

### Номерные альбомы
| № | Альбом                          | Год выпуска | Направление        |
| - | ------------------------------- | ----------- | ------------------ |
| 1 | «Бог Святой»                    | 1993        | прославление       |
| 2 | «Возвращайся домой»             | 1995        | мессианский альбом |
| 3 | «Ну что ты думаешь об этом?»    | 1997        | рок-альбом         |
| 4 | «Новый Иерусалим»               | 1999        | мессианский альбом |
| 5 | «Неба осколки»                  | 2002        | рок-альбом         |
| 5 | The Fragments of Heaven (англ.) | 2002        | рок-альбом         |
| 6 | «Время благоприятное»           | 2004        | мессианский альбом |
| 7 | «Линии сердца»                  | 2007        | рок-альбом         |
| 8 | City of Gold (англ.)            | 2007        | мессианский альбом |
| 9 | «Хатиква»                       | 2012        | мессианский альбом |

### Сборники, синглы, EP
| № | Альбом                             | Год выпуска | Тип     |
| - | ---------------------------------- | ----------- | ------- |
| 1 | Тhe Best of Novi Ierusalim (англ.) | 2001        | сборник |
| 2 | Тhe Best                           | 2002        | сборник |
| 3 | «Я подарю тебе»                    | 2005        | EP      |

### Видеоклипы
| № | Название                                 | Год выпуска |
| - | ---------------------------------------- | ----------- |
| 1 | «Я знаю любовь»                          | 1997        |
| 2 | «День как день»                          | 1998        |
| 3 | «Неба осколки»                           | 2002        |
| 3 | The Fragments of Heaven                  | 2002        |
| 4 | «Любовь в ладонях»                       | 2003        |
| 5 | «Любовь в ладонях» (танцевальная версия) | 2004        |
| 6 | «Та любовь»                              | 2004        |
| 7 | «Линии сердца»                           | 2007        |
| 8 | «Дети одной любви»                       | 2008        |